# Fußball-Verbandspokal 2020/21 (Frauen)
Über den Fußball-Verbandspokal 2020/21 werden die Teilnehmer der 21 Landesverbände des DFB am DFB-Pokal der Frauen 2021/22 ermittelt. Die Sieger der Verbandspokale sind zur Teilnahme an der ersten Runde des DFB-Pokals berechtigt. Zweite Mannschaften dürfen nicht am DFB-Pokal teilnehmen. Sollte ein Aufsteiger in die 2. Bundesliga den Verbandspokal gewinnen, rückt der unterlegene Finalist nach.
Aufgrund der Covid-19-Pandemie wurden die meisten Pokalwettbewerbe vor dem Finale abgebrochen. Die Vertreter am DFB-Pokal wurden zumeist ausgelost.

## Endspielergebnisse
Die Tabelle gibt eine Übersicht über die Verbandspokal-Endspiele der Saison 2020/21. Die Mannschaft, die sich für den DFB-Pokal qualifiziert hatte, ist fett dargestellt. Die Abkürzungen hinter den Vereinsnamen stehen für die Spielklassenzuordnung der gleichen Saison: RL = Regionalliga; OL = Oberliga; VL = Verbandsliga; LL = Landesliga; BzL = Bezirksliga; KOL = Kreisoberliga; KL = Kreisliga. Die folgende römische Zahl gibt die Ligenebene an. Bei der drittklassigen Regionalliga wird darauf verzichtet.
| Verbandspokal-Endspiele der Saison 2020/21 |               |                                  |                           |                               |                           |                           |
| Verband / Pokal                            | Ort           | 1. Finalist                      | Ergebnis                  | 2. Finalist                   |                           |                           |
| Baden Sport-Lines Pokal der Frauen 1       | Bretten       | TSV Amicitia Viernheim (OL / IV) | 0:1                       | Karlsruher SC (RL)            |                           |                           |
| Bayern BFV-Verbandspokal                   |               | Wettbewerb abgebrochen 2         | Wettbewerb abgebrochen 2  | Wettbewerb abgebrochen 2      | Wettbewerb abgebrochen 2  | Wettbewerb abgebrochen 2  |
| Berlin Polytan-Pokal                       |               | Wettbewerb abgebrochen 3         | Wettbewerb abgebrochen 3  | Wettbewerb abgebrochen 3      | Wettbewerb abgebrochen 3  | Wettbewerb abgebrochen 3  |
| Brandenburg Landespokal                    |               | Wettbewerb abgebrochen 4         | Wettbewerb abgebrochen 4  | Wettbewerb abgebrochen 4      | Wettbewerb abgebrochen 4  | Wettbewerb abgebrochen 4  |
| Bremen Lotto-Pokal                         | Bremen        | TuS Schwachhausen (VL / IV)      | 0:2                       | ATS Buntentor (RL)            |                           |                           |
| Hamburg ODDSET-Pokal der Frauen            | Hamburg       | Hamburger SV (RL)                | 10:0                      | TSC Wellingsbüttel (RL)       |                           |                           |
| Hessen Hessenpokal                         |               | Wettbewerb abgebrochen 5         | Wettbewerb abgebrochen 5  | Wettbewerb abgebrochen 5      | Wettbewerb abgebrochen 5  | Wettbewerb abgebrochen 5  |
| Mecklenburg-Vorpommern Polytan Cup         |               | Wettbewerb abgebrochen 6         | Wettbewerb abgebrochen 6  | Wettbewerb abgebrochen 6      | Wettbewerb abgebrochen 6  | Wettbewerb abgebrochen 6  |
| Mittelrhein FVM-Pokal                      |               | Wettbewerb abgebrochen 7         | Wettbewerb abgebrochen 7  | Wettbewerb abgebrochen 7      | Wettbewerb abgebrochen 7  | Wettbewerb abgebrochen 7  |
| Niederrhein ARAG-Pokal                     |               | Wettbewerb abgebrochen 8         | Wettbewerb abgebrochen 8  | Wettbewerb abgebrochen 8      | Wettbewerb abgebrochen 8  | Wettbewerb abgebrochen 8  |
| Niedersachsen AOK-Niedersachsenpokal       | Barsinghausen | FC Pfeil Broistedt (OL / IV)     | per Losentscheid          | FC Geestland (OL / IV)        |                           |                           |
| Rheinland Rheinlandpokal                   |               | Wettbewerb abgebrochen 9         | Wettbewerb abgebrochen 9  | Wettbewerb abgebrochen 9      | Wettbewerb abgebrochen 9  | Wettbewerb abgebrochen 9  |
| Saarland Saarlandpokal                     |               | Wettbewerb abgebrochen 10        | Wettbewerb abgebrochen 10 | Wettbewerb abgebrochen 10     | Wettbewerb abgebrochen 10 | Wettbewerb abgebrochen 10 |
| Sachsen tipico-Sachsenpokal                |               | Wettbewerb abgebrochen 11        | Wettbewerb abgebrochen 11 | Wettbewerb abgebrochen 11     | Wettbewerb abgebrochen 11 | Wettbewerb abgebrochen 11 |
| Sachsen-Anhalt Polytan FSA-Pokal           |               | Wettbewerb abgebrochen 12        | Wettbewerb abgebrochen 12 | Wettbewerb abgebrochen 12     | Wettbewerb abgebrochen 12 | Wettbewerb abgebrochen 12 |
| Schleswig-Holstein SHFV-Lotto-Pokal        | Malente       | SV Henstedt-Ulzburg (RL)         | 3:2 n. V.                 | Holstein Kiel (RL) 13         |                           |                           |
| Südbaden SBFV-Pokal                        |               | Wettbewerb abgebrochen 14        | Wettbewerb abgebrochen 14 | Wettbewerb abgebrochen 14     | Wettbewerb abgebrochen 14 | Wettbewerb abgebrochen 14 |
| Südwest Südwestpokal                       |               | Wettbewerb abgebrochen 15        | Wettbewerb abgebrochen 15 | Wettbewerb abgebrochen 15     | Wettbewerb abgebrochen 15 | Wettbewerb abgebrochen 15 |
| Thüringen Thüringenpokal                   | Meiningen     | ESV Lok Meiningen (VL / IV)      | 1:3                       | FC Carl Zeiss Jena II (RL) 16 |                           |                           |
| Westfalen Westfalenpokal                   |               | Wettbewerb abgebrochen 17        | Wettbewerb abgebrochen 17 | Wettbewerb abgebrochen 17     | Wettbewerb abgebrochen 17 | Wettbewerb abgebrochen 17 |
| Württemberg wfv-Pokal                      |               | Wettbewerb abgebrochen 18        | Wettbewerb abgebrochen 18 | Wettbewerb abgebrochen 18     | Wettbewerb abgebrochen 18 | Wettbewerb abgebrochen 18 |